# 轉生！白之王國物語
《轉生！白之王國物語》（白の皇国物語）由日本作家白澤戌亥所創作的輕小說。插畫則是由マグチモ負責。
在2013年1月20日，以本作為原作的漫畫開始連載，漫畫版由不二まーゆ擔任作畫。

## 簡介
什麼事都改變不了的青年死去後，轉生到了天空中有著龍在飛舞，魔法與科學並存的異世界。
被挑選為「白」，而成為雅爾多狄斯提尼亞王國的王位繼承者的青年瑞克提法爾，以自身接受概念兵器「皇劍」後，拯救了逐漸崩毀的王國。
隨著他的登場，世界也邁入了激動人心的新時代。

## 登場角色

### 雅爾多狄斯提尼亞王國(アルトデステニア皇国)

#### 艾爾維希家（王家）
瑞克提法爾・路易茲＝羅爾多・艾爾維希
本作主角。從異世界轉生到這個世界的轉移者。在梅里艾菈保護下，繼承皇劍後成為皇太子並擔任攝政之位。髮色為白色且有著白銀的龍眼。
與皇劍合而為一後不再是人類，而是「兵器」。此外因皇劍對其擁有者的「最適化」，轉生前的所有記憶都被封印。
關係較親近的人一般直接稱呼他為瑞克提法爾，而妃子們則以暱稱瑞克托來稱呼他。
瑞克托・哈爾貝隆
瑞克提法爾為掩人耳目在騎士學校進行學習而使用的身分。設定上是做為哈爾貝隆家養子的三男，威妮雅的弟弟。軍階是陸軍中尉。
梅里艾菈・莉莉・林德沃姆 → 梅里艾菈・路易茲＝蕾妗茵・艾爾維希
龍族。白龍公凱爾的女兒。與情敵莉莉西亞的關係惡劣到水火不容。與瑞克提法爾締結了騎乘契約，並於之後結婚（白龍皇妃）。
威妮雅・哈爾貝隆
龍人族。哈爾貝隆家家主阿爾馮德的女兒，梅里艾菈的乾姐兼侍女。龍虎戰役後，配屬於機甲少女騎士團。
瑞克提法爾因身分的需要而成為哈爾貝隆家的養子時，她也成為了瑞克提法爾的姐姐。之後與瑞克提法爾結婚（騎士妃）。
武器為名叫「岩窟龍斷刃」五字的大型鋸劍。
莉莉西亞
四界神殿的巫女，梅蕾蒂亞的妹妹。之後與瑞克提法爾結婚（第一妃）
雅莉亞 → 雅莉亞・路易茲＝吉莉雅・艾爾維希
高級的「花店」（娼館）獻給做為皇太子瑞克提法爾的「花蕾」（處女）。之後與瑞克提法爾結婚（花之妃）。
少數幾位生活在離宮的妃子，在離宮開了禮儀教室教導貴族子女禮儀。
菲莉兒
龍族。紅龍公弗雷迪克的雙胞胎女兒中的姐姐。軍醫上校。給人理性感覺的女性，大多數時候都戴著眼鏡。與瑞克提法爾締結了騎乘契約，並於之後結婚（紅龍皇妃）。
法莉兒
龍族。紅龍公弗雷迪克的雙胞胎女兒中的妹妹。軍醫少校。與瑞克提法爾締結了騎乘契約，並於之後結婚（紅龍皇妃）。
莉蒂·雅頓
近衛軍的参谋，是26年前對帝国戰役中陣亡的加里安·雅頓的女兒，並於之後結婚（参謀皇妃）
奧利卡
龍族。黒龍公安娜史塔夏克的女兒，與瑞克提法爾締結了騎乘契約，並於之後結婚（黑龍皇妃）。
菲利斯
龍族。蒼龍公瑪莉亞的義女。實際是蒼龍公的兒子和紅龍公的姐姐兩人的女兒也是蒼龍公瑪莉亞的孫女，與瑞克提法爾締結了騎乘契約，並於之後結婚（蒼龍皇妃）。
真子（もこ）
是出云神州联合(イズモ神州連合)的當代帝的妹妹和內親王。因被兽神瑠子（るこ）附身而眼睛失明，並於之後結婚（出云內親王妃）。
瑠子（るこ）
是附身於真子內親王的兽神。因在封印被打破的时候寄宿到先代帝的皇后体内的真子身上，使真子（もこ）出生就失明
瑪迪莉艾·法斯·阿曼達
獸人族。迪特拉·法斯·阿曼達的女兒和麥賽爾的妹妹，也是阿爾塔尼亞王國(アクィタニア王國)的公主

#### 四龍公
白龍公
凱爾·冯·林德沃姆
紅龍公
弗雷迪克·巴爾加·斯瓦洛格
黒龍公
安娜史塔夏·馮·尼茲漢格
蒼龍公
瑪莉亞·薇薇·馮·利維坦。是四人之中最为年长的一位，苍龙公一族的女人通常身材都比较缺乏起伏。

#### 歴代国王
第一代国王沙奧薩
第二代国王飞利浦。
他是农民出身的国王，后人称其为农耕王。 这位国王振兴农业，促进国内流通，喜欢到开辟在旧皇城的田里培育农作物。他在位二百年期间所改良过的农作物品种，至今仍然是王国的主要农产品。
第三代国王伊莉莎白蒂雅。
骑士阶级出身，在位仅一年的国王，后世称她为剑之公主。打从第二任国王时代开始，王国与北方人类种诸国的关系就日趋恶化。后来在双方爆发战争时，这位国王就发挥了她的军事才能。她凭着绝无仅有的才华，仅仅十个月时间就将战争导向终结，不过在终战后就失踪于皇城。尽管下一代国王即位的事实，就意味她早已失了性命，然而提倡其生存说的有识之士也不少。
第四代国王勒·嘉尔德。
据说他的父母是从国外逃过来的流亡份子。他一边疗愈饱受战争摧残的国土，一边进行援助艺术家的工作，尔后就被誉为王国文化的拥护者。为了赞扬他的功绩，现在皇立大美术馆的玄关处还以他的肖像画来装饰。
第五代国王薙·一文字。
王国史上第二位女性国王，据说是来自出云一带的移民。这位国王进行军队改革，取代以贵族为中心的军队，由受过扎实教育的职业军人来主导。此外她还主导战术研究，今日军事学校也依然教授她所研究的战术。
第六代国王扎更
他是第五代国王的第二个儿子，是唯一按照正式步骤来世袭国王宝座的人物。虽然他延续母亲军队改革的方针，却也是致力于国际交易和发现新航路的交易之星。他那个时代绘制的海洋图，也成为后世交易时的必需品。
第七代国王玛莉耶露。
她是王国史上第三位女性国王。她在非官方的纪录当中是一名高级妓女，以她的发色来博得大众的喜爱。 这位国王让女性的地位起了飞跃性的提升，不过她的目标并非单纯的女士优先，而是实质的男女平等。 缘此之故，她至今仍然广受卖笑女的景仰。
第八代国王艾涅法柏。
继承「皇剑」的最后一位国王。他在贵族改革当中，以果断不似平日温厚态度的处置而闻名。
这位国王也广受各国元首的尊敬，但在教育子女方面却是唯一的失败。
第九代国王無名皇
沒有继承「皇剑」的国王。他是第八代国王的儿子，沒有按照正式步骤来世袭国王宝座的人物，並在國內不管是貴族界還是民間都傳出他殺害了應該現身的「白」之謠言，使王国慘遭原始貴族的反叛和雅爾斯托洛梅利亞民主聯邦為主聯合軍入侵而陷入內戰，並在內戰開戰六个月後突然身亡。而在內戰終結後被四界神殿拔除皇籍，將所有他有關記錄全部移除包含名字。所以他被後世稱為無名皇

### 冰狼族(氷狼族)
全是擁有蒼銀色毛皮的巨狼，世人稱他們為白狼山脈的原住民。打從王國建國起，他們便不斷殺死從北而來的入侵者，「帕拉提翁要塞」歷代司令官上任時都會先拜訪冰狼族。銀光笛子是王國想與冰狼族接觸時才會使用的魔導道具。
艾隆斯
冰狼族長身披蒼銀色的濃密毛皮，蒼銀色的頭髮與藍色眼眸。
庫德魯登
擁有冰狼族相當少見的黑色毛皮，擔任國軍隊通過白狼山脈的嚮導，父母在上次與帝國戰役中喪命。

### 新生阿曼达帝国(新生アルマダ帝国)

#### 阿曼达家（皇家）
薛西斯十世
現任皇帝，迪特拉和葛罗莉艾他們的父親，年輕時為了坐上帝位，暗算其他兄弟姐妹还暗杀当时最有可能成为下任帝王的人选——前代帝王的弟弟，也就是他的叔叔才得以坐上帝位。
葛罗莉艾·戴尔·阿曼达
是帝国第十三公主，在帝位繼承順位是第二十四位，因其母是殺龍者的後裔，而在她身上出現返祖現象，一出生便擁有強大到令人恐懼的力量。
帕鲁耶特·米迪 · 阿曼达
是帝国第一公主，也是葛羅莉艾·戴爾·阿曼達同父異母的姐姐，其外表看起来年轻到让人难以想象她已经快四十岁，但无论是浓妆艳抹还是仿造物般的美貌，都与人偶所具有的冷漠和恐怖相通。此外，她招收有帝族血统的有力贵族男子入赘，兴建了大公家族
加尔盖安·鲁德里亚·阿曼达
是帝国第二皇子，也是葛羅莉艾·戴爾·阿曼達同父異母的哥哥，戴着眼镜，瘦削的身躯让人联想起某个乡村学校的老师。在年轻的时候经常把自己中意的女孩绑架，破坏身心，然后扔掉，几次骗过父亲薛西斯十世的直觉。现在他是帝国五大公家之一的拉德克鲁斯大公家的家主。
巴列斯特罗拉·菲尔德·阿尔玛达
是帝国第四皇子，也是葛羅莉艾·戴爾·阿曼達同父異母的哥哥，领导着五大公家之一的麦克斯特尔家族。他用军服包裹着强健的身躯，就像一个身经百战的战士，但是他真正的恐惧在于他那既残酷又冷酷的智谋。

#### 阿尔塔尼亚王国(アクィタニア王国)
迪特拉·法斯·阿曼达
是帝国第一皇子兼原皇太子，是葛羅莉艾·戴爾·阿曼達同父異母的哥哥，被当时人们公认应该能成为下任帝王，但最後放弃帝位繼承權，至於理由是娶了在帝国中不被承认为人的兽人族之女为妻，而放弃皇太子的地位後，成为与「雅尔多狄斯提尼亚王国」相邻的最前线的阿尔塔尼亚王国(アクィタニア王国)国王。
麦赛尔·法斯·阿曼达
兽人族。迪特拉·法斯·阿曼达的兒子和玛迪莉艾的哥哥，也是阿尔塔尼亚王国(アクィタニア王国)的皇太子

### 出雲神州聯合(イズモ神州連合)
正周（まさちか）
是當代的帝，也是內親王真子（もこ）的哥哥

### 帕尔瓦蒂亚王国(パルヴァティア王国)
帕尔瓦蒂亚十二世
是當代的女王，因其行事風格，被世人稱為「海盗女王」
神兽<琉克>
是一种拥有力量的幻原兽。拥有酷似虎躯的身躯，背上有着酷似飞龙的皮膜状翅膀。以前在帕尔瓦蒂亚王国周边海域活动，但随着与阿尔玛达大陆的交流频繁，作为王国的守护兽被招入王宫。

## 用語

### 雅爾多狄斯提尼亞王國(アルトデステニア皇國)
皇剑(皇剣)
現世唯一僅存的概念兵器。王国的象徴。

### 国家
雅爾多狄斯提尼亞王國(アルトデステニア皇國)
雅尔斯托洛梅利亚民主联邦(アルストロメリア民主連邦)
新生阿曼达帝国(新生アルマダ帝国)
阿爾塔尼亞王國(アクィタニア王國)
是新生阿曼达帝国(新生アルマダ帝国)的附屬國。
出雲神州聯合(イズモ神州連合)
马杜克王国(マルドゥク王国)
是在阿曼達大陆西岸拥有国土的有翼人种的国家。这个国家位于在大陆西部，与〈统一联邦美尼尔〉、〈神圣格林尼德王国〉，一起拥有强大的国力和军事力。在面对〈新生阿尔玛达帝国〉的战区中担当主力。
统一联邦美尼尔(統一連邦メニェル)
是在阿曼達大陆西岸拥有国土的都市国家的集合体，这个国家位于在大陆西部，与〈马杜克王国〉、〈神圣格林尼德王国〉，一起拥有强大的国力和军事力。
神圣格林尼德王国(神聖グリニッド王国)
是在阿曼達大陆西岸拥有国土的海栖种的国家，这个国家位于在大陆西部，与〈马杜克王国〉、〈统一联邦美尼尔〉，一起拥有强大的国力和军事力。
帕尔瓦蒂亚王国(パルヴァティア王国)
以第一次文明时代的人工岛为首都，将散布在周围的天然岛屿结合起来作为国土的小国。这些居民的祖先是以首都岛为根据地在周边海域肆虐的海盗。他们在雅爾多狄斯提尼亞王國兴盛后，接受其庇护而开发了这块土地，建立国家。
统一帝国埃琉森(統一帝国エリュシオン)

## 外部連結
- 互聯網連載
- 出版社著書一覧 （页面存档备份，存于）
- Web漫画
- 白沢戌亥的X（前Twitter）